# Premio César per la migliore opera prima
Il premio César per la migliore opera prima (César du meilleur premier film) è un premio cinematografico francese assegnato annualmente dall'Académie des arts et techniques du cinéma a partire dal 1982.
Il premio nel corso del tempo ha cambiato denominazione, pur senza cambiare oggetto: fino al 1999 è stato chiamato César de la meilleure première œuvre, dal 2000 al 2005 César de la meilleure première œuvre de fiction, dal 2006 César du meilleur premier film.

## Albo d'oro
I vincitori sono indicati in grassetto, a seguire gli altri candidati.

### Anni 1982-1989
- 1982: Diva, regia di Jean-Jacques Beineix
  - Le jardinier, regia di Jean-Pierre Sentier
  - Neige, regia di Juliet Berto e Jean-Henri Roger
  - Rebus per un delitto (Une affaire d'hommes), regia di Nicolas Ribowski
- 1983: Mourir à trente ans, regia di Romain Goupil
  - Josepha, regia di Christopher Frank
  - Lettres d'amour en Somalie, regia di Frédéric Mitterrand
  - Tir groupé, regia di Jean-Claude Missiaen
- 1984: Via delle capanne negre (Rue cases nègres), regia di Euzhan Palcy
  - Le Dernier Combat, regia di Luc Besson
  - Le destin de Juliette, regia di Aline Issermann
  - La trace, regia di Bernard Favre
- 1985: Mosse pericolose (La diagonale du fou), regia di Richard Dembo
  - L'amico sfigato (Marche à l'ombre), regia di Michel Blanc
  - Boy Meets Girl, regia di Leos Carax
  - Souvenirs souvenirs, regia di Ariel Zeitoun
- 1986: Le thé au harem d'Archimède, regia di Mehdi Charef
  - Harem, regia di Arthur Joffé
  - La nuit porte-jarretelles, regia di Virginie Thévenet
  - Strettamente personale (Strictement personnel), regia di Pierre Jolivet
- 1987: La donna della mia vita (La femme de ma vie), regia di Régis Wargnier
  - Black Mic Mac, regia di Thomas Gilou
  - Io odio gli attori (Je hais les acteurs), regia di Gérard Krawczyk
  - Noir et blanc, regia di Claire Devers
- 1988: L'Œil au beurre noir, regia di Serge Meynard
  - Avril brisé, regia di Liria Bégéja
  - Flag, regia di Jacques Santi
  - Le jupon rouge, regia di Geneviève Lefebvre
  - Le moine et la sorcière, regia di Suzanne Schiffman
- 1989: La vita è un lungo fiume tranquillo (La vie est un long fleuve tranquille), regia di Étienne Chatiliez
  - Camille Claudel, regia di Bruno Nuytten
  - Chocolat, regia di Claire Denis
  - Drôle d'endroit pour une rencontre, regia di François Dupeyron

### Anni 1990-1999
- 1990: Un mondo senza pietà (Un monde sans pitié), regia di Éric Rochant
  - Peaux de vaches, regia di Patricia Mazuy
  - La salle de bain, regia di John Lvoff
  - La soule, regia di Michel Sibra
  - Suivez cet avion, regia di Patrice Ambard
  - Tolérance, regia di Pierre-Henry Salfati
- 1991: La timida (La discrète), regia di Christian Vincent
  - Asfour Stah, regia di Férid Boughedir
  - Mado, poste restante, regia di Aleksandr Adabashyan
  - Outremer, regia di Brigitte Roüan
  - Un weekend su due (Un week-end sur deux), regia di Nicole Garcia
- 1992: Delicatessen, regia di Marc Caro e Jean-Pierre Jeunet
  - Les arcandiers, regia di Manuel Sanchez
  - L'autre, regia di Bernard Giraudeau
  - Fortune Express (Fortune Express), regia di Olivier Schatzky
  - Lune froide, regia di Patrick Bouchitey
- 1993: Notti selvagge (Les nuits fauves), regia di Cyril Collard
  - Nord, regia di Xavier Beauvois
  - Riens du tout, regia di Cédric Klapisch
  - La Sentinelle, regia di Arnaud Desplechin
  - Le zèbre, regia di Jean Poiret
- 1994: Il profumo della papaya verde (Mùi du du xanh), regia di Tran Anh Hung
  - Le fils du requin, regia di Agnès Merlet
  - Meticcio (Métisse), regia di Mathieu Kassovitz
  - Le persone normali non hanno niente di eccezionale (Les gens normaux n'ont rien d'exceptionnel), regia di Laurence Ferreira Barbosa
  - Wild Target (Cible émouvante), regia di Pierre Salvadori
- 1995: Regarde les hommes tomber, regia di Jacques Audiard
  - Il colonnello Chabert (Le colonel Chabert), regia di Yves Angelo
  - Mina Tannenbaum, regia di Martine Dugowson
  - Personne ne m'aime, regia di Marion Vernoux
  - Petits arrangements avec les morts, regia di Pascale Ferran
- 1996: Les trois frères, regia di Didier Bourdon e Bernard Campan
  - En avoir (ou pas), regia di Laetitia Masson
  - État des lieux, regia di Patrick Dell'Isola e Jean-François Richet
  - Pigalle, regia di Karim Dridi
  - Rosine, regia di Christine Carrière
- 1997: Ci sarà la neve a Natale? (Y aura-t-il de la neige à Noël?), regia di Sandrine Veysset
  - L'appartamento (L'apartament), regia di Gilles Mimouni
  - Bernie, regia di Albert Dupontel
  - Encore, regia di Pascal Bonitzer
  - Microcosmos - Il popolo dell'erba (Microcosmos), regia di Claude Nuridsany e Marie Pérennou
- 1998: Didier, regia di Alain Chabat
  - L'autre côté de la mer, regia di Dominique Cabrera
  - Gli angeli di Elvis (Les démons de Jésus), regia di Bernie Bonvoisin
  - L'età inquieta (La vie de Jésus), regia di Bruno Dumont
  - La mia vita in rosa (Ma vie en rose), regia di Alain Berliner
- 1999: Dieu seul me voit, regia di Bruno Podalydes
  - L'arrière pays, regia di Jacques Nolot
  - Le gone du Chaâba, regia di Christophe Ruggia
  - Jeanne et le garçon formidable, regia di Olivier Ducastel e Jacques Martineau
  - La vita sognata degli angeli (La vie rêvée des anges), regia di Érick Zonca

### Anni 2000-2009
- 2000: Voyages, regia di Emmanuel Finkiel
  - Les convoyeurs attendent, regia di Benoît Mariage
  - Haut les coeurs!, regia di Sólveig Anspach
  - Karnaval, regia di Thomas Vincent
  - Pranzo di Natale (La bûche), regia di Danièle Thompson
- 2001: Risorse umane (Ressources humaines), regia di Laurent Cantet
  - UnEasy Riders (Nationale 7), regia di Jean-Pierre Sinapi
  - Scènes de crimes, regia di Frédéric Schoendoerffer
  - La squale, regia di Fabrice Genestal
  - Stand-by, regia di Roch Stéphanik
- 2002: No Man's Land, regia di Danis Tanović
  - Grégoire Moulin contre l'humanité, regia di Artus de Penguern
  - Mia moglie è un'attrice (Ma femme est une actrice), regia di Yvan Attal
  - Il popolo migratore (Le peuple migrateur), regia di Jacques Perrin
  - Una rondine fa primavera (Une hirondelle a fait le printemps), regia di Christian Carion
- 2003: Il ricordo di belle cose (Se souvenir de belles choses), regia di Zabou Breitman
  - Carnages, regia di Delphine Gleize
  - Filles perdues, cheveux gras, regia di Claude Duty
  - Irène, regia di Ivan Calbérac
  - Mon idole, regia di Guillaume Canet
- 2004: Da quando Otar è partito (Depuis qu'Otar est parti), regia di Julie Bertucelli
  - Appuntamento a Belleville (Les Triplettes de Belleville), regia di Sylvain Chomet
  - È più facile per un cammello... (Il est plus facile pour un chameau...), regia di Valeria Bruni Tedeschi
  - Père et fils, regia di Michel Boujenah
  - Qui a tué Bambi?, regia di Gilles Marchand
- 2005: Quand la mer monte, regia di Gilles Porte e Yolande Moreau
  - Les choristes - I ragazzi del coro (Les choristes), regia di Christophe Barratier
  - Podium, regia di Yann Moix
  - Le ricamatrici (Brodeuses), regia di Éléonore Faucher
  - Violence des échanges en milieu tempéré, regia di Jean-Marc Moutout
- 2006: L'incubo di Darwin (Le cauchemar de Darwin), regia di Hubert Sauper
  - Anthony Zimmer, regia di Jérôme Salle
  - Douches froides, regia di Antony Cordier
  - La marcia dei pinguini (La Marche de l'empereur), regia di Luc Jacquet
  - La petite Jérualem, regia di Karin Albou
- 2007: Je vous trouve très beau, regia di Isabelle Mergault
  - Les fragments d'Antonin, regia di Gabriel Le Bomin
  - Mauvaise foi, regia di Roschdy Zem
  - Pardonnez-moi, regia di Maïwenn Le Besco
  - 13 Tzameti, regia di Géla Babluani
- 2008: Persepolis, regia di Vincent Paronnaud e Marjane Satrapi
  - Ceux qui restent, regia di Anne Le Ny
  - Et toi t'es sur qui?, regia di Lola Doillon
  - Naissance des pieuvres, regia di Céline Sciamma
  - Tout est pardonné, regia di Mia Hansen-Løve
- 2009: Ti amerò sempre (Il y a longtemps que je t'aime), regia di Philippe Claudel
  - Home, regia di Ursula Meier
  - Mascarades, regia di Lyes Salem
  - Anything for Her (Pour elle), regia di Fred Cavayé
  - Versailles, regia di Pierre Schoeller

### Anni 2010-2019
- 2010: Il primo bacio (Les Beaux gosses), regia di Riad Sattouf
  - Le Dernier pour la route, regia di Philippe Godeau
  - Espion(s), regia di Nicolas Saada
  - La Première étoile, regia di Lucien Jean-Baptiste
  - Qu'un seul tienne et les autres suivront, regia di Léa Fehner
- 2011: Gainsbourg (vie héroïque), regia di Joann Sfar
  - Il truffacuori (L'Arnacoeur), regia di Pascal Chaumeil
  - Tête de turc, regia di Pascal Elbé
  - Simon Werner a disparu, regia di Fabrice Gobert
  - Tout ce qui brille, regia di Géraldine Nakache e Hervé Mimran
- 2012: Un insolito naufrago nell'inquieto mare d'oriente (Le Cochon de Gaza), regia di Sylvain Estibal
  - 17 ragazze (17 filles), regia di Delphine e Muriel Coulin
  - Angèle e Tony (Angèle et Tony), regia di Alix Delaporte
  - La delicatezza, regia di David Foenkinos e Stéphane Foenkinos
  - My Little Princess, regia di Eva Ionesco
- 2013: Louise Wimmer, regia di Cyril Mennegun
  - Augustine, regia di Alice Winocour
  - Comme des frères, regia di Hugo Gélin
  - Tutti pazzi per Rose (Populaire), regia di Régis Roinsard
  - Rengaine, regia di Rachid Djaïdani
- 2014: Tutto sua madre (Les Garçons et Guillaume, à table!), regia di Guillaume Gallienne
  - La Bataille de Solférino, regia di Justine Triet
  - La cage dorée, regia di Ruben Alves
  - In solitario (En solitaire), regia di Christophe Offenstein
  - La Fille du 14 juillet, regia di Antonin Peretjatko
- 2015: The Fighters - Addestramento di vita (Les Combattants), regia di Thomas Cailley
  - Elle l'adore, regia di Jeanne Herry
  - Fidelio, l'odyssée d'Alice, regia di Lucie Borleteau
  - Party Girl, regia di Marie Amachoukeli, Claire Burger e Samuel Theis
  - Qu'Allah bénisse la France, regia di Abd al Malik
- 2016: Mustang, regia di Deniz Gamze Ergüven
  - L'Affaire SK1, regia di Frédéric Tellier
  - Les Cowboys, regia di Thomas Bidegain
  - Ni le ciel ni la terre, regia di Clément Cogitore
  - Nous trois ou rien, regia di Kheiron
- 2017: Divines, regia di Houda Benyamina
  - Cigarettes et Chocolat chaud, regia di Sophie Reine
  - Io danzerò (La Danseuse), regia di Stéphanie Di Giusto
  - Diamant noir, regia di Arthur Harari
  - Rosalie Blum, regia di Julien Rappeneau
- 2018: Petit paysan - Un eroe singolare (Petit paysan), regia di Hubert Charuel
  - Raw - Una cruda verità, (Grave) regia di Julia Ducournau
  - Montparnasse - Femminile singolare (Jeune Femme), regia di Léonor Serraille
  - Un amore sopra le righe (Monsieur et Madame Adelman), regia di Nicolas Bedos
  - Patients, regia di Grand Corps Malade
- 2019: Shéhérazade, regia di Jean-Bernard Marlin
  - L'amour flou - Come separarsi e restare amici (L'amour flou), regia di Romane Bohringer e Philippe Rebbot
  - Les chatouilles, regia di Andréa Bescond e Éric Métayer
  - L'affido - Una storia di violenza (Jusqu'à la garde), regia di Xavier Legrand
  - Sauvage, regia di Camille Vidal-Naquet

### Anni 2020-2029
- 2020: Non conosci Papicha (Papicha), regia di Mounia Meddour
  - Atlantique, regia di Mati Diop
  - Nel nome della terra (Au nom de la terre), regia di Édouard Bergeon
  - I miserabili (Les Misérables), regia di Ladj Ly
  - Wolf Call - Minaccia in alto mare (Le Chant du loup), regia di Antonin Baudry
- 2021: Due (Deux), regia di Filippo Meneghetti
  - Un divano a Tunisi (Un divan à Tunis), regia di Manele Labidi Labbé
  - Donne ai primi passi (Mignonnes), regia di Maïmouna Doucouré
  - Garçon chiffon, regia di Nicolas Maury
  - Semplicemente nero (Tout simplement noir), regia di Jean-Pascal Zadi e John Wax
- 2022: Les Magnétiques, regia di Vincent Maël Cardona
  - Gagarine - Proteggi ciò che ami (Gagarine), regia di Fanny Liatard e Jérémy Trouilh
  - La pantera delle nevi (La Panthère des neiges), regia di Vincent Munier e Sylvain Tesson
  - Lo sciame (La Nuée), regia di Just Philippot
  - Slalom, regia di Charlène Favier
- 2023: Saint Omer, regia di Alice Diop
  - Bruno Reidal, regia di Vincent Le Port
  - Falcon Lake, regia di Charlotte Le Bon
  - I peggiori di tutti (Les Pires), regia di Lise Akoka e Romane Guéret
  - Le Sixième Enfant, regia di Léopold Legrand
- 2024: Chien de la casse, regia di Jean-Baptiste Durand
  - La moglie del presidente (Bernadette), regia di Léa Domenach
  - Le Ravissement - Rapita (Le Ravissement), regia di Iris Kaltenbäck
  - Vermines, regia di Sébastien Vaniček
  - Vincent deve morire (Vincent doit mourir), regia di Stéphan Castang
- 2025: Vingt Dieux, regia di Louise Courvoisier
  - Diamant brut, regia di Agathe Riedinger
  - Les Fantômes, regia di Jonathan Millet
  - Un p'tit truc en plus, regia di Artus
  - Le Royaume, regia di Julien Colonna